# كريس شيريدان
كريس شيريدان هو صحفي كندي، ولد في 1969.

## وصلات خارجية
- كريس شيريدان على موقع IMDb (الإنجليزية)
- كريس شيريدان على موقع قاعدة بيانات الفيلم (الإنجليزية)